# Palacio de las Sociedades Anónimas
El Palacio de las Sociedades Anónimas es un edificio de oficinas de estilo moderno, que pertenece a la Cámara de Sociedades Anónimas (CamSocAnon). Se encuentra en la esquina de las calles Rivadavia y Florida, en la ciudad de Buenos Aires. En la planta baja funciona la Galería Florida 1, por eso también se lo conoce como Edificio Florida 1.

## Historia
La esquina de Florida y Rivadavia fue un lugar importante de Buenos Aires ya a comienzos del siglo XIX, cuando Florida era la única calle con empedrado que llevaba al norte, a la plaza de toros del aún pequeño pueblo. En el lugar del actual edificio existía hacia 1810 la casona de Flora Azcuénaga de Santa Coloma, una aristócrata de la época, en donde se realizaban tertulias y reuniones de la clase alta criolla.
Esta vivienda sobrevivió todo el siguiente siglo, hasta que fue demolida para construir en ese lugar el Grand Hotel, proyectado en imponente estilo Segundo Imperio por el arquitecto Augusto Plou e inaugurado en 1901. Era administrado por F. Ansermin y Cía., un inmigrante francés de origen humilde que había logrado ascender socialmente en Buenos Aires. El Grand Hotel alojó a personalidades como Rubén Darío o Lucio Mansilla, pero fue adquirido en 1957 por la Cámara Argentina de Sociedades Anónimas, quien pagó indemnizaciones a los inquilinos por m$n 3.000.000.

## Arquitectura
La Cámara de Sociedades Anónimas encargó su nueva sede al arquitecto Ernesto Lopardo, quien diseñó un edificio moderno, con piel de vidrio y perfiles de aluminio en su fachada, y una galería comercial en la planta baja y un entrepiso, desde la cual se accede a los pisos superiores mediante dos núcleos de ascensores. La construcción fue luego demorada, y recién finalizó en 1969. El término palacio no se corresponde en este caso con un edificio de estilo clásico o aspecto imponente, sino que es un término de razones comerciales.
Decretado hacia 1910 el ensanche de esa cuadra de la calle Florida, el nuevo edificio debió construirse perdiendo parte del terreno comprado, con lo cual esa cuadra de Florida logró un ancho de 17 metros, y permitió a la Municipalidad instalar en la década de 1970 un centro de información turística que aún funciona allí, modernizado.
Durante años ocupó el local de la esquina (que posee un entrepiso) la agencia aeronáutica Pluna, pero desde 2009 funciona allí una de las primeras sucursales argentinas de la cafetería Starbucks. En el segundo piso del edificio, tiene su sede argentina el Rotary Club.